# En oförglömlig sommar
En oförglömlig sommar (originaltitel: The Cure) är en amerikansk dramafilm från 1995 i regi av Peter Horton, med Joseph Mazzello och Brad Renfro i huvudrollerna. 

## Handling
Erik (Brad Renfro) är en 14-årig kille som har ett tufft liv. I skolan är han mobbad och hemma styr hans ensamstående mamma med järnhand. Han känner sig ganska vilsen i tillvaron. Dexter (Joseph Mazzello) är en 11-åring som är lite speciell. Han har inga kompisar och leker ensam ute i sin trädgård. Dexter har en till sak som inte så många andra 11-åringar har. Han har aids. Men när Dexter flyttar in i Eriks grannhus bildas det en stark vänskap mellan de båda och Erik bestämmer sig för hitta botemedlet mot aids.

## Rollista
- Joseph Mazzello – Dexter
- Brad Renfro – Erik
- Annabella Sciorra – Linda, Dexters mamma
- Diana Scarwid – Gail, Eriks mamma
- Bruce Davison – doktor Stevens